# Tatiana Kowalska
Tatiana Kowalska (ur. 26 sierpnia 1918 na Ukrainie, zm. 2003) – polska entomolog, docent doktor nauk przyrodniczych.

## Życiorys
Ukończyła studia na Wydziale Rolno-Leśnym Uniwersytetu im. Adama Mickiewicza w Poznaniu, a następnie związała się zawodowo z Instytutem Ochrony Roślin. Prowadziła badania nad biologią stonki ziemniaczanej oraz rolnic, a także nad biologicznymi metodami ochrony roślin. Wykazała brak diapauzy u rolnicy panewki, opracowała program integrowanego zwalczania mączlika szklarniowego. Kierowała Pracownią Entomofagów w Instytucie Ochrony Roślin, przewodniczyła Grupie Roboczej ds. Biologicznej Ochrony Upraw Szklarniowych.

## Odznaczenia
- Złoty Krzyż Zasługi (1972)
- Medal 40-lecia Polski Ludowej (1984)
- Krzyż Kawalerski Orderu Odrodzenia Polski (1986)
- Odznaka honorowa „Za Zasługi w Rozwoju Województwa Poznańskiego” (1989)
- Nagroda zespołowa Ministerstwa Rolnictwa i Leśnictwa (1989)